# Allington, Dorset
Allington är en ort i civil parish Bridport, i grevskapet Dorset, i Storbritannien. Den ligger i kommunen Dorset och riksdelen England, i den södra delen av landet, 200 km väster om huvudstaden London. Allington var en civil parish fram till 2024 när den blev en del av Bridport och Symondsbury. Civil parish hade 766 invånare år 2011. Byn nämndes i Domedagsboken (Domesday Book) år 1086, och kallades då Adelingtone.